# Sinus pilonidalis

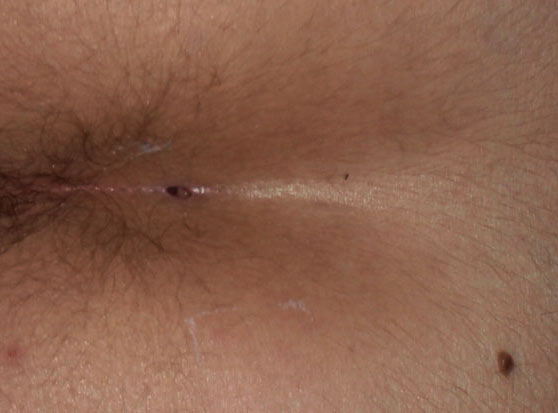
Sinus Pilonidalis. Rýha vlevo pokračuje k rektu.

Sinus pilonidalis (sakrokokcygeální píštěl) je absces nebo cysta, která se objevuje poblíž kostrče. Jedná se o dutý systém mezi špičkou kostrče a anální oblastí. Může být původu vrozeného nebo může být získán během života. Obvykle obsahuje zbytky chlupů či kůže.[zdroj?]

## Etymologie
Termín pochází z latiny. Pilonidalis znamená hnízdo chlupů. Pilus znamená chlup, nidus pak hnízdo. Sinus znamená kanálek nebo dutina. Termín pilonidální cysta použil poprvé R.M. Hodges v roce 1880.

## Výskyt a rozšíření
Sinus pilonidalis se objevuje nejčastěji u hustě ochlupených mužů s tmavými vlasy mezi 15. a 25. rokem života.[zdroj?] Ve Velké Británii je zjištěno každoročně 26 nových případů na 100 000 obyvatel. Obvykle se objevuje v blízkosti kostrče, řídce se může objevit i v podpaží, poblíž pupku nebo na penisu.
Kanálek či dutinka se objevuje nejčastěji díky podkožní infekci, když kůže praskne a hnis začne vytékat na povrch těla.[zdroj?] Cysta je často bolestivá, pokud z ní však hnis odtéká, pacient bolest vůbec nemusí cítit. Pokud je absces uzavřený, může se místo zanítit a průvodním jevem mohou být teploty.[zdroj?]

## Příčiny onemocnění
Jako jedna z příčin bývá uváděno zarůstání chlupů pod kůži. To se často týká lidí, kteří hodně sedí a namáhají tak více oblast nejčastějšího výskytu cysty. Kdysi se věřilo, že faktorem podporujícím vznik cysty je špatná hygiena a zvýšené pocení. Tohle tvrzení bylo později vyvráceno. Za druhé světové války si nemoc vyžádala hospitalizaci 80 000 vojáků a zrodil se termín "Nemoc řidičů Jeepu" (Jeep Riders disease). Věřilo se, že nemoc způsobují špatná sedadla, která tlačí na kostrč.

## Léčba
K léčbě se využívá holení postižené oblasti, léčba akutního zánětu antibiotiky a oplachování teplou vodou. Ve vážnějších případech je do kanálku nutné zavést dren a hnisavý sekret odvádět z těla ven. Pokud je zánět chronický, přistoupí lékař často k totální excizi a zanícené místo celé vyřízne. Ránu je nutné převazovat dvakrát denně po dobu 4 až 8 týdnů, ve vážných případech dokonce rok[zdroj?].